# Дольне Салиби
Дольне Салиби (словац. Dolné Saliby) — село в районе Галанты в Трнавском крае.
Население составляет 1933 человек (на 2011 год). Занимает площадь 18,72 км².

## География
Дольне Салибы расположена на юго-западе Словакии в центральной части Дунайской равнины . В административном отношении он относится к Трнавскому краю. Он расположен в 12 км к югу от районного города Галанта.

## История
Первое упоминание начинается с 1158 года. В 1867 году сгорела большая часть села. В 1938—1945 годах село было аннексировано Венгрией.

## Население
| Год:                | 1994 | 2004    | 2014    | 2024    |
| ------------------- | ---- | ------- | ------- | ------- |
| Количество человек: | 1912 | 1957    | 1954    | 2024    |
| Разница:            |      | +2,35 % | −0,15 % | +3,58 % |

## Города-побратимы
- Чаталья, Венгрия
- Паннонхальма, Венгрия
- Зомбаa, Венгрия
- Ржицманице, Чехия